# بيت الوشر (أرحب)

تعديل مصدري - تعديل

بيت الوشر هي إحدى قرى عزلة بني مرة بمديرية أرحب التابعة لمحافظة صنعاء، بلغ تعداد سكانها 81 نسمة حسب تعداد اليمن لعام 2004.